# Z-Group
Z-Group a.s. je holdingová skupina působící v autobusové dopravě a dopravních servisních službách zejména ve Karlovarském, Moravskoslezském, Plzeňském a Zlínském kraji. Hlavní základnu má ve Zlíně.
Holdingová skupina působila v autobusové dopravě a dopravních servisních službách zejména ve Zlínském, Plzeňském a Karlovarském kraji pod názvem ČSAD Invest. Hlavní základnu měla ve Vsetíně. ČSAD Invest a. s. byl název jedné ze společností holdingu, předmětem jejíž činnosti byl nákup a prodej autobusů. Dopravní subholding ČSAD Invest byl součástí holdingu Z-Group, který patří kontroverznímu podnikateli JUDr. Ing. Zdeňku Zemkovi, k němuž patří i železárenské a hutní podniky, provozování služeb včetně lázní Luhačovice atd. K 27. říjnu 2016 došlo k fúzi zanikající společnosti ČSAD Invest a.s. s nástupnickou společností BENT HOLDING, a.s. pod nový název Z-Group a.s. V listopadu 2020 byla oznámena fúze části autobusových dopravců skupiny Z-Group do společnosti Z-Group bus (přejmenované společnosti ČSAD Vsetín a.s.). 

## Firmy holdingu

### Dopravní společnosti
- AKV bus
- MĚSTSKÁ DOPRAVA Mariánské Lázně (40% podíl)
- OAD Kolín
- Z-Group bus (společnost vzniklá sloučením AD-Miroslav Hrouda, ČSAD Vsetín, ČSAD autobusy Plzeň, HOUSACAR, KRODOS BUS)
- VOJTILA TRANS[8] od srpna 2018 50% spolu se ZLINER.
- ČSAD Semily a. s. patřila k holdingu do podzimu 2005, kdy v ní ztratil vliv

V listopadu 2020 byla oznámena fúze části autobusových dopravců skupiny Z-Group do společnosti Z-Group bus (ČSAD Vsetín). Sloučením mají zaniknout společnosti HOUSACAR, KRODOS BUS a.s., ČSAD autobusy Plzeň a. s. a Autobusová doprava-Miroslav Hrouda s.r.o., sídlo ČSAD Vsetín a.s. má být nově ve Zlíně v sídle Z-Group a.s. Společnost má mít nově dvě oblastní divize: Divize Morava (tvořená dosavadními společnostmi ČSAD Vsetín, HOUSACAR a KRODOS BUS) a divize ČSAD autobusy Plzeň (tvořená dosavadními společnostmi ČSAD autobusy Plzeň a Autobusová doprava-Miroslav Hrouda).

### Servisní společnosti
- Divize Diesel provozuje čerpací stanice pohonných hmot zejména v provozovnách autobusových firem holdingu [10]
- Divize Bonavia poskytuje dopravním společnostem holdingu i externím zákazníkům servisní služby (opravárenství, pneuservisy, čerpací stanice pohonných hmot apod.).[11]

### Fotovoltaické elektrárny
- ZEVES 4 s.r.o., vlastník FVE s instalovaným výkonem 7 MW, jedné z třiceti největších FVE v Česku, od 17. února 2025 v úpadku
- ZEVES 5 s.r.o., vlastník FVE s instalovaným výkonem 6 MW, od 27. května 2025 v úpadku

### Sportovní společnosti
Pod holding spadá i prvoligový fotbalový klub 1. FC Slovácko a.s.

## Ztráta vlivu v ČSAD Semily, a. s.
Po jistou dobu do holdingu patřila i společnost ČSAD Semily a. s. Vozidla, pohonné hmoty i služby jí dodávaly společnosti holdingu. Poté holding ztratil vliv ve statutárních orgánech společnosti.
Společnost ČSAD Semily a. s. vyhlásila 26. září 2005 výběrové řízení na dodavatele 7 nových linkových autobusů. Nabídky podaly TEZAS a. s. a ČSAD Invest, a. s. Hodnotící komise 18. listopadu 2005 vybrala nabídku TEZAS a. s. jako výhodnější. ČSAD Invest, a. s. proti postupu ČSAD Semily, a. s. uplatnila námitky, avšak ČSAD Semily a. s. námitky odmítlo. ČSAD Invest, a. s. podala k Úřadu pro ochranu hospodářské soutěže 19. prosince 2005 návrh na předběžné opatření, jímž by ČSAD Semily, a. s. bylo zakázáno koupit autobusy od vítěze výběrového řízení. Úřad 20. února 2006 (právní moc od 24. května 2006) návrh zamítl. Důvodem odmítnutí bylo jednak to, že ČSAD Invest, a. s. měla složit na účet úřad kauci ve výši 207 130 Kč, ale složila méně a nedoplatek 630 Kč složila až po stanoveném termínu, a dále to, že smlouva o nákupu autobusů, které mělo předběžné opatření zabránit, byla uzavřena již 6. prosince 2006, tedy před podáním návrhu na předběžné opatření.
Když ČSAD Invest, a. s. žádala po ÚOHS, aby zahájil nové správní řízení z vlastního podnětu, úřad se vyjádřil, že z dodaných podkladů nevyplývalo, že by pochybení zadavatele mohlo ovlivnit pořadí jednotlivých nabídek. ČSAD Invest, a. s. podala správní žalobu ke krajskému soudu, a ten v květnu 2007 nařídil ÚOHS nové projednání věci. Senát Nejvyššího správního soudu s předsedkyní Eliškou Cihlářovou na podnět ÚOHS v prosinci 2007 rozhodnutí krajského soudu zrušil.
Zdeněk Zemek 20. prosince 2005 přestal být předsedou představenstva ČSAD Semily, a. s. V provozovnách ČSAD Semily, a. s. byly zrušeny provozovny servisních firem BONAVIA servis, a. s. a ČSAD DIESEL a. s.

## Ekonomika skupiny
Začátkem roku 2007 skupina ČSAD Invest provozovala asi 900 autobusů, s průměrným stářím 11 let. Každoročně obmění firmy kolem 5 % vozového parku. V letech 2007 a 2008 ČSAD Invest a. s. plánovala nakoupit 200 nových autobusů v ceně 800 miliónů Kč pro ČSAD Vsetín, ČSAD autobusy Plzeň a Autobusy Karlovy Vary, tedy dvojnásobek obvyklé investice. Skupina zaměstnávala celkem 1050 řidičů, v roce 2006 její autobusy ujely 44 milionů kilometrů a přepravily asi 50 milionů cestujících. Zisk společnosti v roce 2006 byl 1,3 miliardy korun.